# Уолтон, Колдер
Колдер Уолтон (англ. James Calder Walton) — американо-британский историк, историк разведки (в особенности MI5) и международных отношений. Доктор философии (Кембридж), сотрудник Школы управления имени Джона Ф. Кеннеди Гарварда. Он также являлся барристером. Лауреат Longman-History Today Award (2014).
Докторскую по истории подготовил в кембриджском Тринити-колледже, получил там же степени бакалавра с отличием и магистра истории. Являлся постдоком — младшим исследовательским феллоу в Кембридже (в Дарвин-колледже), написал там свою первую книгу Empire of Secrets British Intelligence, the Cold War and the Twilight of Empire (Harper-Press, 2013), переведенную на несколько языков и удостоившуюся отличия Книга года Longman-History Today Awards (2014); высоко оценили ее Фиона Хилл и Кристофер Эндрю. В 2023 ожидается выход его книги SPIES {Рец.}.
Публиковался в BBC, Washington Post, POLITICO, Foreign Policy. Главред многотомника Cambridge History of Espionage and Intelligence.
Женат, есть сын. Выступает в СМИ и соцсетях. Имея двойное гражданство, дважды попал под санкции России.